# Eliška Martínková
Eliška Martínková, född 27 januari 2002, är en tjeckisk friidrottare som tävlar i gång.

## Karriär
I maj 2021 tog Martínková guld i juniorklassen på 10 kilometer gång vid lag-EM i gång. I juli 2021 tog hon silver på 10 000 meter gång vid junior-EM i Tallinn. Följande månad tog Martínková brons på 10 000 meter gång vid junior-VM i Nairobi.
I augusti 2022 slutade Martínková på sjunde plats på 20 kilometer gång vid EM i München. I augusti 2023 tog hon silver på 20 kilometer gång vid sommaruniversiaden i Chengdu.